# Wumao
Wumao (chinesisch 物茂乡, Pinyin Wùmào Xiāng) ist eine Gemeinde im Kreis Yuanmou im Autonomen Bezirk Chuxiong der chinesischen Provinz Yunnan. Der Gemeindecode ist 532328203, die Bevölkerung beläuft sich auf 16.002 Einwohner (Stand: Zensus 2010) bei einer Gesamtfläche von 245 km2.
Die Gemeinde besteht aus den fünf Dörfern Wumao, Aozha, Zhima, Huxi und Luoxing.